# Copa de Alemania 2000-01
La Copa de Alemania 2000-01 fue la 58.º del torneo de copa de fútbol más importante de Alemania organizado por la Asociación Alemana de Fútbol que contó con la participación de 64 equipos y que se jugó del 25 de agosto de 2000 al 26 de mayo de 2001.
El FC Schalke 04 venció al 1. FC Union Berlin en la final jugada en el Olympiastadion para ganar su tercera copa nacional.

## Resultados

### Primera Ronda
| 25-8-2000                 |     |                          |                |
| FC Rot-Weiß Erfurt        | 0-2 | SSV Ulm 1846             |                |
| VfL Osnabrück             | 0-1 | Hannover 96              |                |
| Bayer Leverkusen II       | 1-2 | FC St. Pauli             |                |
| Karlsruher SC             | 2-1 | Chemnitzer FC            |                |
| SC Halberg Brebach        | 0-5 | 1. FC Nürnberg           |                |
| Kickers Emden             | 0-1 | 1. FSV Mainz 05          |                |
| Tennis Borussia Berlin    | 1-3 | Arminia Bielefeld        |                |
| 26-8-2000                 |     |                          |                |
| TuS Dassendorf            | 0-5 | SpVgg Unterhaching       |                |
| SSV Reutlingen            | 2-3 | Hertha BSC Berlin        | (t.e.)         |
| Karlsruher SC II          | 0-2 | Alemannia Aachen         |                |
| FC Ismaning               | 0-4 | Borussia Dortmund        |                |
| FC Schönberg 95           | 0-4 | FC Bayern München        |                |
| SV Babelsberg 03          | 1-6 | VfL Bochum               |                |
| SV Werder Bremen II       | 0-1 | VfL Wolfsburg            |                |
| Tennis Borussia Berlin II | 0-2 | SV Werder Bremen         |                |
| VfB Stuttgart II          | 6-1 | Eintracht Frankfurt      |                |
| Wuppertaler SV            | 1-3 | VfB Stuttgart            |                |
| 1. FC Saarbrücken         | 0-1 | SpVgg Greuther Fürth     |                |
| LR Ahlen                  | 1-2 | Borussia Mönchengladbach |                |
| 1. FC Union Berlin        | 2-0 | Rot-Weiß Oberhausen      |                |
| FC Teningen               | 0-3 | MSV Duisburg             |                |
| SV Wehen                  | 2-1 | Stuttgarter Kickers      |                |
| 27-8-2000                 |     |                          |                |
| 1. FC Magdeburg           | 5-2 | 1. FC Köln               |                |
| TSV Rain am Lech          | 0-7 | FC Schalke 04            |                |
| VfB Lübeck                | 2-2 | SV Waldhof Mannheim      | (t.e.) (3-2 p) |
| VfL Hamm/Sieg             | 0-6 | FC Energie Cottbus       |                |
| Erzgebirge Aue            | 0-3 | Hamburger SV             |                |
| Fortuna Köln              | 0-4 | Bayer Leverkusen         |                |
| SC Paderborn 07           | 1-2 | Hansa Rostock            |                |
| SC Pfullendorf            | 1-3 | SC Freiburg              |                |
| TSG Pfeddersheim          | 0-7 | TSV 1860 München         |                |
| 28-8-2000                 |     |                          |                |
| Kickers Offenbach         | 0-4 | 1. FC Kaiserslautern     |                |

### Segunda Ronda
| 31-10-2000               |     |                      |                |
| SV Wehen                 | 0-1 | Borussia Dortmund    | (t.e.)         |
| Karlsruher SC            | 1-0 | Hamburger SV         |                |
| Alemannia Aachen         | 1-2 | Bayer Leverkusen     |                |
| 1. FC Nürnberg           | 4-0 | 1. FSV Mainz 05      |                |
| Arminia Bielefeld        | 0-4 | VfL Bochum           |                |
| SC Freiburg              | 1-0 | SV Werder Bremen     |                |
| 1-11-2000                |     |                      |                |
| 1. FC Union Berlin       | 1-0 | SpVgg Greuther Fürth |                |
| VfB Stuttgart II         | 0-3 | VfB Stuttgart        |                |
| VfB Lübeck               | 1-1 | MSV Duisburg         | (t.e.) (3-5 p) |
| SSV Ulm 1846             | 2-0 | FC Energie Cottbus   |                |
| Hannover 96              | 2-1 | Hansa Rostock        |                |
| Borussia Mönchengladbach | 5-1 | 1. FC Kaiserslautern |                |
| SpVgg Unterhaching       | 1-2 | TSV 1860 München     | (t.e.)         |
| FC St. Pauli             | 1-3 | FC Schalke 04        | (t.e.)         |
| VfL Wolfsburg            | 3-1 | Hertha BSC Berlin    |                |
| 1. FC Magdeburg          | 1-1 | FC Bayern München    | (t.e.) (4-2 p) |

### Tercera Ronda
| 28 de noviembre de 2000 | 1. FC Union Berlin                       | 4 – 2   | SSV Ulm 1846                        | Alte Försterei, Berlin                                |                                                       |
|                         | Isa 30' 44' · Đurković 73' · Persich 81' | Reporte | Scharinger 26' · Leandro 75' (pen.) | Asistencia: 3500 espectadores Árbitro(s): Jörg Keßler | Asistencia: 3500 espectadores Árbitro(s): Jörg Keßler |

| 28 de noviembre de 2000 | 1. FC Magdeburg                                            | 5 – 3 (t. s.) | Karlsruher SC                             | Ernst-Grube-Stadion, Magdeburg                            |                                                           |
|                         | Maslej 33', 77' · Hannemann 90' · Scholze 95' · Mydlo 117' | Reporte       | Grimm 17' · Weis 44' (pen.) · Nagorny 78' | Asistencia: 8600 espectadores Árbitro(s): Peter Gagelmann | Asistencia: 8600 espectadores Árbitro(s): Peter Gagelmann |

| 28 de noviembre de 2000 | VfL Wolfsburg                               | 1 – 1 (t. s.)(3–4 p.)      | MSV Duisburg                                     | VfL-Stadion, Wolfsburg                                 |                                                        |
|                         | Akonnor 120'                                | Reporte                    | Milovanović 116'                                 | Asistencia: 5000 espectadores Árbitro(s): Peter Sippel | Asistencia: 5000 espectadores Árbitro(s): Peter Sippel |
|                         |                                             | Tiros desde el punto penal |                                                  |                                                        |                                                        |
|                         | Marić · Rische · Akonnor · Weiser · Thomsen |                            | Kovačević · Wedau · Seidel · Drsek · Milovanović |                                                        |                                                        |

| 29 de noviembre de 2000 | SC Freiburg                                  | 3 – 2   | Bayer Leverkusen        | Dreisamstadion, Freiburg                                |                                                         |
|                         | Kobiashvili 34' (pen.) · Kehl 36' · Dorn 78' | Reporte | Ponte 23' · Kirsten 74' | Asistencia: 18 000 espectadores Árbitro(s): Alfons Berg | Asistencia: 18 000 espectadores Árbitro(s): Alfons Berg |

| 29 de noviembre de 2000 | 1860 München | 0 – 5   | VfL Bochum | Olympiastadion, Munich                                     |                                                            |
|                         |              | Reporte |            | Asistencia: 10 000 espectadores Árbitro(s): Michael Weiner | Asistencia: 10 000 espectadores Árbitro(s): Michael Weiner |

| 29 de noviembre de 2000 | Borussia Mönchengladbach | 1 – 0   | 1. FC Nürnberg | Bökelberg, Mönchengladbach                              |                                                         |
|                         | Van Lent 51'             | Reporte |                | Asistencia: 16 400 espectadores Árbitro(s): Lutz Wagner | Asistencia: 16 400 espectadores Árbitro(s): Lutz Wagner |

| 29 de noviembre de 2000 | VfB Stuttgart                  | 2 – 1   | Hannover 96 | Gottlieb-Daimler-Stadion, Stuttgart                      |                                                          |
|                         | Dundee 7' · Balakov 56' (pen.) | Reporte | Šimák 52'   | Asistencia: 4500 espectadores Árbitro(s): Wolfgang Stark | Asistencia: 4500 espectadores Árbitro(s): Wolfgang Stark |

| 29 de noviembre de 2000 | Schalke 04                   | 2 – 1   | Borussia Dortmund | Parkstadion, Gelsenkirchen                                   |                                                              |
|                         | Sand 6' · Van Kerckhoven 42' | Reporte | Reina 3'          | Asistencia: 58 400 espectadores Árbitro(s): Franz-Xaver Wack | Asistencia: 58 400 espectadores Árbitro(s): Franz-Xaver Wack |

### Cuartos de final
| 20 de diciembre de 2000 | VfB Stuttgart           | 2 – 1 (t. s.) | SC Freiburg | Gottlieb-Daimler-Stadion, Stuttgart                       |                                                           |
|                         | Balakov 29' · Ganea 95' | Reporte       | Kehl 31'    | Asistencia: 13 000 espectadores Árbitro(s): Jürgen Jansen | Asistencia: 13 000 espectadores Árbitro(s): Jürgen Jansen |

| 20 de diciembre de 2000 | MSV Duisburg | 0 – 1   | Borussia Mönchengladbach | Wedaustadion, Duisburg                                   |                                                          |
|                         |              | Reporte | Van Lent 67' (pen.)      | Asistencia: 27 800 espectadores Árbitro(s): Hellmut Krug | Asistencia: 27 800 espectadores Árbitro(s): Hellmut Krug |

| 20 de diciembre de 2000 | 1. FC Union Berlin | 1 – 0   | VfL Bochum | Alte Försterei, Berlin                                  |                                                         |
|                         | Ernemann 90'       | Reporte |            | Asistencia: 11 000 espectadores Árbitro(s): Markus Merk | Asistencia: 11 000 espectadores Árbitro(s): Markus Merk |

| 20 de diciembre de 2000 | 1. FC Magdeburg | 0 – 1   | Schalke 04       | Ernst-Grube-Stadion, Magdeburg                               |                                                              |
|                         |                 | Reporte | Böhme 34' (pen.) | Asistencia: 26 700 espectadores Árbitro(s): Hermann Albrecht | Asistencia: 26 700 espectadores Árbitro(s): Hermann Albrecht |

### Semifinales
| 6 de febrero de 2001 | 1. FC Union Berlin                  | 2 – 2 (t. s.)(4–2 p.)      | Borussia Mönchengladbach              | Alte Försterei, Berlin                                       |                                                              |
|                      | Đurković 27' · Menze 80'            | Reporte                    | Van Lent 61' 67'                      | Asistencia: 18 100 espectadores Árbitro(s): Helmut Fleischer | Asistencia: 18 100 espectadores Árbitro(s): Helmut Fleischer |
|                      |                                     | Tiros desde el punto penal |                                       |                                                              |                                                              |
|                      | Teixeira · Menze · Đurković · Nikol |                            | Van Lent · Eberl · Hausweiler · Aidoo |                                                              |                                                              |

| 7 de febrero de 2001 | VfB Stuttgart | 0 – 3   | Schalke 04 | Gottlieb-Daimler-Stadion, Stuttgart                     |                                                         |
|                      |               | Reporte |            | Asistencia: 26 700 espectadores Árbitro(s): Alfons Berg | Asistencia: 26 700 espectadores Árbitro(s): Alfons Berg |

### Final
| 26 de mayo de 2001 | Union Berlin | 0–2     | Schalke 04           | Olympiastadion, Berlin                                       |                                                              |
|                    |              | Reporte | Böhme 53' 58' (pen.) | Asistencia: 73 011 espectadores Árbitro(s): Hermann Albrecht | Asistencia: 73 011 espectadores Árbitro(s): Hermann Albrecht |

| 26         | Guardameta     | Sven Beuckert    |     |
| 18         | Defensa        | Jens Tschiedel   | 81' |
| 33         | Defensa        | Tom Persich      |     |
| 11         | Defensa        | Daniel Ememann   | 56' |
| 24         | Defensa        | Emil Kremenliev  |     |
| 3          | Centrocampista | Ronny Nikol      |     |
| 4          | Centrocampista | Steffen Menze    |     |
| 16         | Centrocampista | Hristo Koilov    |     |
| 6          | Centrocampista | Chibuike Okeke   |     |
| 7          | Delantero      | Harun Isa        | 70' |
| 22         | Delantero      | Božidar Đurković |     |
| Entrenador | Entrenador     | Georgi Vasilev   |     |

| 1          | Guardameta     | Oliver Reck         |     |
| 18         | Defensa        | Niels Oude Kamphuis |     |
| 6          | Defensa        | Tomasz Hajto        |     |
| 12         | Defensa        | Marco van Hoogdalem |     |
| 2          | Defensa        | Nico van Kerckhoven | 87' |
| 20         | Centrocampista | Jiří Němec          | 84' |
| 14         | Centrocampista | Gerald Asamoah      | 80' |
| 7          | Centrocampista | Andreas Möller      |     |
| 8          | Centrocampista | Jörg Böhme          |     |
| 11         | Delantero      | Ebbe Sand           |     |
| 21         | Delantero      | Émile Mpenza        |     |
| Entrenador | Entrenador     | Huub Stevens        |     |

| 25 | Delantero      | Daniel Teixeira | 56' |
| 9  | Centrocampista | Michael Zechner | 70' |
| 5  | Centrocampista | Marko Tredup    | 81' |

| 3  | Defensa        | Radoslav Látal | 80' |
| 10 | Defensa        | Olaf Thon      | 84' |
| 19 | Centrocampista | Mike Büskens   | 87' |

|  |

| Anotado         | 53' | Jörg Böhme | 0-1 |
| Anotado · Penal | 58' | Jörg Böhme | 0-2 |

| Amonestado | 47' | Daniel Ememann |
| Amonestado | 59' | Sven Beuckert  |

| Amonestado | 43' | Tomasz Hajto   |
| Amonestado | 71' | Gerald Asamoah |

| Árbitro:             | Hermann Albrecht |
| Árbitros asistentes: | Josef Meier      |
| Árbitros asistentes: | Heiner Müller    |

| 26         | Guardameta     | Sven Beuckert    |     |
| 18         | Defensa        | Jens Tschiedel   | 81' |
| 33         | Defensa        | Tom Persich      |     |
| 11         | Defensa        | Daniel Ememann   | 56' |
| 24         | Defensa        | Emil Kremenliev  |     |
| 3          | Centrocampista | Ronny Nikol      |     |
| 4          | Centrocampista | Steffen Menze    |     |
| 16         | Centrocampista | Hristo Koilov    |     |
| 6          | Centrocampista | Chibuike Okeke   |     |
| 7          | Delantero      | Harun Isa        | 70' |
| 22         | Delantero      | Božidar Đurković |     |
| Entrenador | Entrenador     | Georgi Vasilev   |     |

| 1          | Guardameta     | Oliver Reck         |     |
| 18         | Defensa        | Niels Oude Kamphuis |     |
| 6          | Defensa        | Tomasz Hajto        |     |
| 12         | Defensa        | Marco van Hoogdalem |     |
| 2          | Defensa        | Nico van Kerckhoven | 87' |
| 20         | Centrocampista | Jiří Němec          | 84' |
| 14         | Centrocampista | Gerald Asamoah      | 80' |
| 7          | Centrocampista | Andreas Möller      |     |
| 8          | Centrocampista | Jörg Böhme          |     |
| 11         | Delantero      | Ebbe Sand           |     |
| 21         | Delantero      | Émile Mpenza        |     |
| Entrenador | Entrenador     | Huub Stevens        |     |

| 25 | Delantero      | Daniel Teixeira | 56' |
| 9  | Centrocampista | Michael Zechner | 70' |
| 5  | Centrocampista | Marko Tredup    | 81' |

| 3  | Defensa        | Radoslav Látal | 80' |
| 10 | Defensa        | Olaf Thon      | 84' |
| 19 | Centrocampista | Mike Büskens   | 87' |

|  |

| Anotado         | 53' | Jörg Böhme | 0-1 |
| Anotado · Penal | 58' | Jörg Böhme | 0-2 |

| Amonestado | 47' | Daniel Ememann |
| Amonestado | 59' | Sven Beuckert  |

| Amonestado | 43' | Tomasz Hajto   |
| Amonestado | 71' | Gerald Asamoah |

| Árbitro:             | Hermann Albrecht |
| Árbitros asistentes: | Josef Meier      |
| Árbitros asistentes: | Heiner Müller    |

| DFB Pokal Trophy                       |
| Bandera de Renania del Norte-Westfalia |
| Schalke 04 Campeón 3.° título          |